# 維琪爾·多卡爾莫·達席爾瓦
維琪爾·多卡爾莫·達席爾瓦（葡萄牙語：Virgílio do Carmo da Silva；1967年11月27日—）是東帝汶籍天主教總主教、慈幼會會士及現任帝力總教區總主教。2022年8月27日获教宗方濟各擢升为枢机主教。

## 生平
他於1967年11月27日在東帝汶的市鎮維索薩出生並在慈幼會學校完成中小學課程，其後加入慈幼會。他於1998年12月18日晉鐸。曾任慈幼會初學導師及培育主任、堂區神父及技術學校校長。他擁有羅馬宗座慈幼大學的靈修神學碩士學位。2015年，任命為慈幼會東帝汶省會長。
聖座駐東帝汶代辦羅努特·保祿·斯特傑克（Ionut Paul Strejac）蒙席於2016年1月30日於帝力主教府召開的記者會上公布教宗方濟各任命為帝力教區正權主教，接替腦癌在2015年4月去世的亞爾伯·利則·達席爾瓦。於2016年3月19日晉牧。
由於帝力教區於2019年升格為總教區，他成為總教區首任總主教。